# 周青臣
周青臣（?—?），秦始皇時的博士官、仆射，因為贊同郡县制而與另外一位博士淳于越發生爭執。

## 簡介
前213年（秦始皇三十四年），秦始皇在咸阳宫摆酒宴，博士七十人上前敬酒。周青臣说：“他时秦地不过千里，赖陛下神灵明圣，平定海内，放逐蛮夷，日月所照，莫不宾服。以诸侯为郡县，人人自安乐，无战争之患，传之万世。自上古不及陛下威德。”秦始皇非常高兴，博士淳于越说周青臣阿谀奉承皇帝，不是忠臣，并且提出分封制比郡县制的好处。李斯驳斥了淳于越，并且提出焚书之议。